# میلف (فیلم ۲۰۱۰)
میلف (انگلیسی: MILF) فیلمی در سبک کمدی سکسی از اسایلم محصول سال ۲۰۱۰ است. این فیلم از لحاظ زیبایی‌شناسی عناصری از مجموعه پای آمریکایی و انتقام خوره‌ها را تقلید می‌کند. این فیلم غالباً با نقدهای منفی روبرو شد.